# Даневский, Всеволод Пиевич
Всеволод Пиевич Даневский (1852—1898) — российский юрист, профессор Харьковского университета.

## Биография
Родился 27 августа (8 сентября) 1852 года в Нежине, в семье преподавателя Нежинского юридического лицея Пия Никодимовича Даневского.
Учился сначала в Германии и Швейцарии, затем — на юридическом факультете Московского университета, который окончил в 1875 году кандидатом права с золотой медалью за сочинение «О правах нейтральных». С 1 ноября 1875 года был профессорским стипендиатом по кафедре международного права Московского университета с содержанием по 600 рублей в год.
В сентябре 1877 года выдержал магистерский экзамен и в декабре представил pro venia legendi сочинение «Очерк новейшей литературы по международному праву»; после диспута в Харьковском университете был избран приват-доцентом кафедры международного права. В 1879 году защитил в Харькове магистерскую диссертацию «Исторический очерк нейтралитета и критика Парижской морской декларации 16-го апреля 1856 года»; в том же году был избран штатным доцентом университета.
С 1 февраля 1880 года был командирован за границу и после возвращения в 1882 году защитил в Киевском университете докторскую диссертацию «Системы политического равновесия и легитимизма и начало национальности в их взаимной связи». С 1883 года — экстраординарный профессор кафедры международного права Харьковского университета; с 1884 года — ординарный профессор; читал также курс уголовного права (с 1888), уголовного судопроизводства (с 1889) и гражданского судопроизводства (с 1892). Составил «Пособие к изучению истории и системы международного права» (2 вып., 1892). В 1893 году был перемещён на кафедру уголовного права и судопроизводства Харьковского университета, продолжая до 1895 года читать лекции по международному праву.
В 1887 году был избран почётным мировым судьёй Дмитровского округа Курской губернии, а в 1893 году — в Лохвицком уезде Полтавской губернии.
Умер после продолжительной болезни 25 марта (6 апреля) 1898 года, имея чин статского советника. Похоронен на городском кладбище.
Современники отзывались о нём как о солидном учёном и одарённом лекторе. Он развивал темы суда присяжных и отмену смертной казни, реформирования среднего образования, выступал в судах в качестве безвозмездного защитника. Высокий ростом, с резкими чертами лица, строгим взглядом, громким голосом — он производил сильное впечатление в суде и на студентов. Был женат; его супруга Варвара Павловна родила четырёх детей: Михаил, Варвара, Борис и София.